# Cryptocephalus zhongdianensis
Cryptocephalus zhongdianensis – gatunek z rzędu chrząszczy z rodziny stonkowatych (Chrysomelidae). Gatunek po raz pierwszy został naukowo opisany w 1992 roku przez Tanga.